# Kosovets
Kosovets (bulgariska: Косовец) är ett distrikt i Bulgarien.   Det ligger i kommunen Obsjtina Pomorie och regionen Burgas, i den östra delen av landet, 300 km öster om huvudstaden Sofia.
Trakten runt Kosovets består till största delen av jordbruksmark. Runt Kosovets är det ganska tätbefolkat, med 160 invånare per kvadratkilometer.